# Hexatoma lunata
Hexatoma lunata är en tvåvingeart som först beskrevs av John Obadiah Westwood 1881.  Hexatoma lunata ingår i släktet Hexatoma och familjen småharkrankar. Inga underarter finns listade i Catalogue of Life.